# Hagonoy, Bulacan
Hagonoy là một đô thị hạng 1 ở tỉnh Bulacan, Philippines. Theo điều tra dân số năm 20007, đô thị này có dân số 126.329 người trong 22.174 hộ.

## Các đơn vị hành chính
Hagonoy được chia thành 26 barangay.
| - Abulalas - Carillo - Iba - Mercado - Palapat - Pugad - Sagrada Familia - San Agustin - San Isidro - San Jose - San Juan - San Miguel - San Nicolas | - San Pablo - San Pascual - San Pedro - San Roque - San Sebastian - Santa Cruz - Santa Elena - Santa Monica - Santo Niño (Pob.) - Santo Rosario - Tampok - Tibaguin - Iba-Ibayo |